# Eratoneura flexibilis
Eratoneura flexibilis är en insektsart som först beskrevs av Knull 1949.  Eratoneura flexibilis ingår i släktet Eratoneura och familjen dvärgstritar. Inga underarter finns listade i Catalogue of Life.